# Apparatspott – Gerangel in Ruum un Tied
Apparatspott – Gerangel in Ruum un Tied ist der zweite Film der Apparatspott-Reihe, einer Reihe von mehreren Parodien auf die Fernsehserie und Kinofilmreihe Star Trek in Plattdeutsch, die seit 1996 unter der Regie von Martin Hermann in Deutschland gedreht werden. Sie wird von den Filmemokers aus Sulingen produziert. Der Film wurde am 10. Oktober 2003 in Deutschland Welturaufgeführt.
Die Reihe besteht aus den Filmen De Apparatspott – Ick heep keene Lust mehr hier ünnen, Apparatspott – Gerangel in Ruum un Tied sowie dem 2008 fertiggestellten Apparatspott – Dat mokt wie gistern.

## De neie Apparatspott – Gerangel in Ruum un Tied

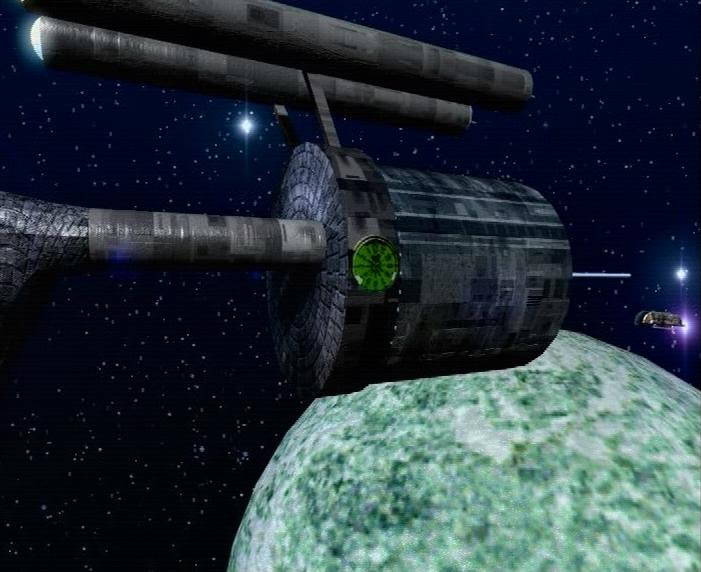
Animation des Raumschiffs aus dem Film

Im Jahr 2000 wurde mit der Fortsetzung begonnen, diesmal unter deutlich professionelleren Bedingungen.
Für die Stimme des Computers konnte in diesem Teil der bekannte Sprecher Armin Maiwald gewonnen werden, während der Vorsitzende des Schützenvereins, Herr Sabbelmeyer, von Falko Weerts, dem Moderator der Fernsehsendung Talk op Platt, gespielt wird. Insgesamt wurde ein Budget von 40.000 € verbraucht, um den Film fertigzustellen.
Der Film hatte seine Premiere in Diepholz und wurde auch auf den Nordischen Filmtagen in Lübeck 2003 aufgeführt.

## Handlung
Das Volk der Plengonen hat die Biervorräte geplündert. Doch das Sulinger Schützenfest steht bevor und ohne Bier geht es nicht. Daher wird der Apparatspott losgeschickt. Während es den Käpten auf den Planeten Rollrich II verschlägt, muss es die restliche Crew mit den Plengonen aufnehmen.